# Rugenbergen

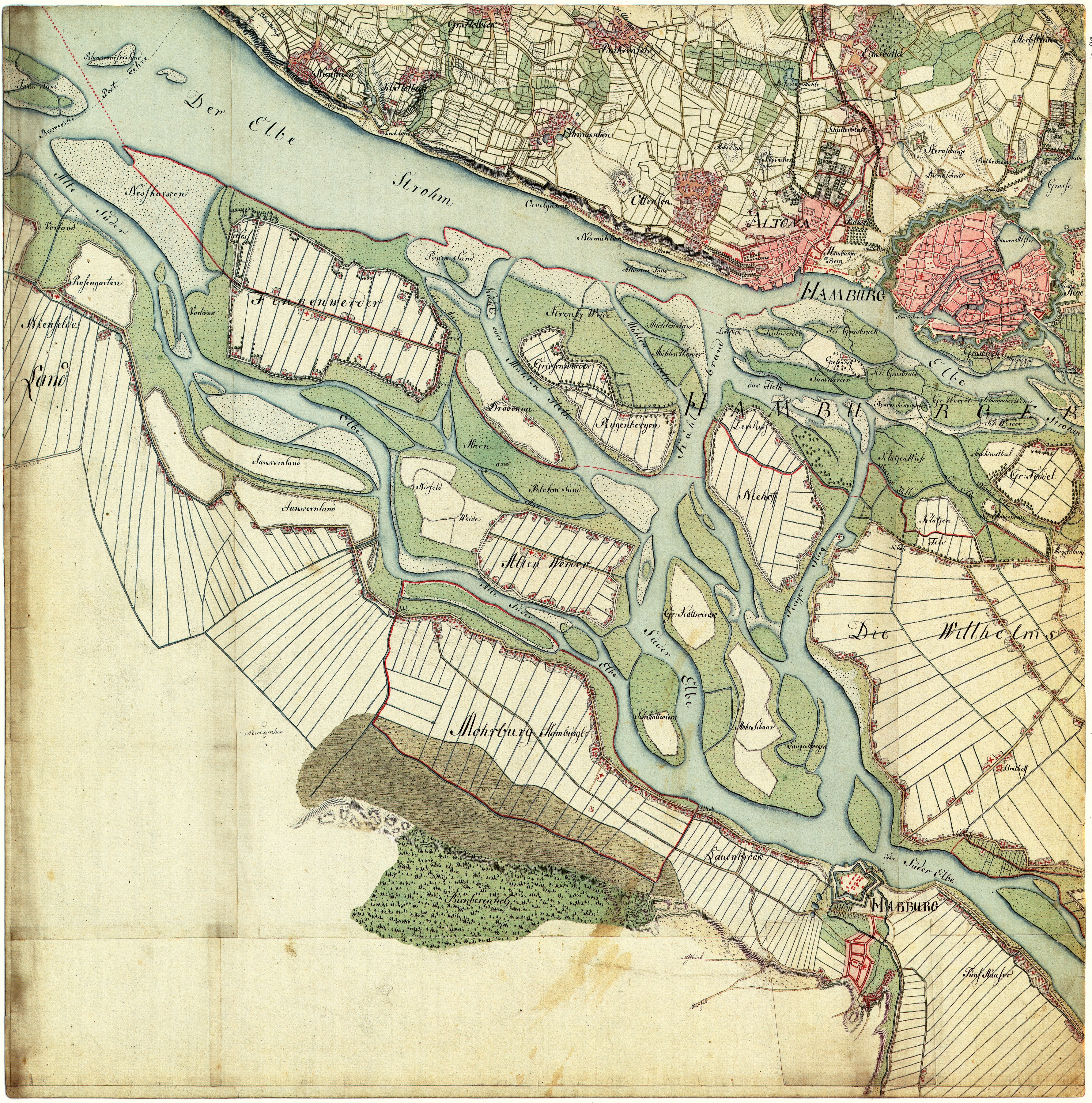
Altona, Hamburg und Harburg von 1789 bis 1796

Rugenbergen bildet den südlichen Teil der Insel Hamburg-Waltershof und gab dem Rugenberger Hafen, dem Rugenber Damm und der Rugenberger Schleuse ihre Namen.
Bis zum 14. Jahrhundert waren Rugenbergen und Griesenwerder Teile der großen Elbinsel Gorieswerder. Durch eine Reihe von Sturmfluten wurde sie in mehrere kleinere Inseln (als Werder bezeichnet) zerrissen.
Im 15. Jahrhundert befand sich Rugenbergen im Hamburger Besitz. 1605 sind die ersten Deiche erwähnt, die die beiden Elbinseln Rugenbergen und Griesenwerder verbanden. 1764 war das Landgut Rugenbergen im Besitz eines Hamburger Bürgers. Das von ihm auf dem Gut errichtete Herrenhaus wurde 1969 mit dem Bau der Elbtunnelzufahrt abgebrochen.
Die in den Jahren 1789 bis 1796 erstellte Karte von Altona, Hamburg und Harburg zeigt die Eindeichungen der beiden Inseln und eine Windmühle.
Zum 1. Dezember 1910 wurden 64 Einwohner auf Rugenbergen nachgewiesen. Zusammen mit den weiteren Elbinseln Mühlenwärder, Pagensand und Waltershof wurde Rugenbergen am 1. Januar 1913 in die Stadt Hamburg eingegliedert.